# سی. جورج بوری
سی. جورج بوری (به انگلیسی: C. George Boeree) (زادهٔ ۱۵ ژانویهٔ ۱۹۵۲) استاد بازنشسته در رشتهٔ روان‌شناس شخصیت اهل ایالات متحدهٔ آمریکا (هلندی‌الاصل) است. معروفیت او بیشتر به‌واسطهٔ ابداع زبان فراساختهٔ موسوم به زبان میانجی نو است.